# Всесвітній день стерилізації тварин
Всесвітній День стерилізації тварин (англ. World Spay Day) — щорічне відзначення в останній вівторок лютого дня стерилізації (кастрації) тварин. Що визнають як перевірений спосіб порятунку та покращення якості життя домашніх улюбленців, громадських (диких та безпритульних) кішок та вуличних собак, яких в іншому випадку здають в притулок або вбивають на вулиці".

## Історія
Цей захід вперше відзначався у 1995 році як День стерилізації тварин у США, за ініціативою Доріс Дей та Ліги тварин Доріс Дей (DDAL), щоб допомогти усунути проблему безпритульних домашніх тварин. Після злиття DDAL з Гуманним товариством США (HSUS) у 2006 році традиція продовжилася під егідою HSUS як Всесвітній День стерилізації тварин.
У 2002 році метою заходу було проведення стерилізації 200000 домашніх тварин по всій території США.
Фонд тварин Доріс Дей (DDAF) повідомляє, що з 2008 року ними було виділено 385 000 доларів США за стерилізацію 9 411 тварин у 39 штатах: 6388 котів, 3007 собак та 26 кроликів. Багато інших організацій та приватних осіб у всьому світі надають фінансову підтримку, здійснюють волонтерську діяльність та беруть участь у збиранні коштів для проведення заходів у Всесвітній День стерилізації тварин.

## Події Всесвітнього Дня стерилізації тварин у 2014 році
У 2014 році було проведено 700 заходів в рамках Всесвітнього Дня стерилізації тварин в 41 країні, включаючи всі 50 штатів США, і, як наслідок, було стерилізовано понад 68 000 тварин.
У Канаді (на півночі провінції Квебек) до Всесвітнього Дня стерилізації тварин у лютому 2014 року були задіяні ветеринарні клініки, що займаються також і нейротерапією. У Галіфаксі, Нова Шотландія, одна з недорогих ветеринарних клінік провела стерилізацію понад 2000 котів. Федерація гуманних товариств Канади саме у 2014 році опублікувала доповідь «Справа про доступну стерилізацію у Канаді», яка «висвітлює відсутність доступності цієї процедури у громадах по всій країні та як можна вирішити цю проблему».

## 2021 рік
23 лютого 2021 р. — встановлено проведення дня кастрації й стерилізації домашніх тварин.